# Вътрешна Монголия
Вътрешна Монголия (на китайски: 内蒙古自治区; на пинин: Nèi Měnggǔ Zìzhìqū; на монголски: Өвөр Монголын Өөртөө Засах Орон, ᠥᠪᠥᠷ
 ᠮᠣᠩᠭᠣᠯ ᠤᠨ
 ᠥᠪᠡᠷᠲᠡᠭᠨ
 ᠵᠠᠰᠠᠬᠤ
 ᠣᠷᠣᠨ) е автономен регион на Китайската народна република.
Вътрешна Монголия е различна от Външна Монголия, в което название се включват днешната независима държава Монголия и руската република Тува. Правителството на Вътрешна Монголия използва термина Өвөр Монгол, което означава „Южна Монголия“. Делението на Северна и Южна Монголия се предпочита и от повечето монголци.
Граничи със следните провинции, от изток на запад: Хейлундзян, Дзилин, Ляонин, Хъбей, Шанси, Шенси, Нинся-хуейския автономен регион и Гансу. На север тя има граници с Монголия и Русия. Площта на Вътрешна Монголия е 1,18 млн. квадратни километра, а населението ѝ е 23,76 млн. души. Столица на автономния район е град Хоххот.

## История
През по-голямата част от историята на Вътрешна Монголия идващите от юга китайци, препитаващи се от земеделие, се редуват да владеят днешните ѝ територии със северните номадски племена, сред които монголци, хитанци, нурчени, Сюнну и Сянбей. По време на манджурската династия Цин и Вътрешна, и Външна Монголия са разделени административно на съюзи и знамена. Редовите монголци не са допускани да пътуват извън собствените им съюзи. Днешната източна Външна Монголия по това време е част от Манджурия и се управлява, заедно с останалата част от Манджурия, от манджурски владетели.
При все че китайски земеделци населяват тези земи още от времето на Хан Алтан (16 век), масовото преселение във Вътрешна Монголия започва през 19 век. Изправена пред заплахата, идваща от север в лицето на Русия, владетелите от Цинската династия (1644 – 1912) насърчават китайските фермери да се заселват както в Манджурия, така и в Монголия. Оттогава тази политика продължава да бъде следвана от всяка власт. Построените в тези райони железници изиграват важна роля за китайските заселници. Земите биват или продавани или отдавани под аренда от монголските принцове, или просто изземани от номадите и предавани на китайските земеделци.
По време на Република Китай Външна Монголия успява, със съдействието на Русия, да се откъсне от китайско управление. Същевременно, Вътрешна Монголия е разделена на множество провинции, сред които Ръхъ, Чахар, Суйюан и Нинся. Източната част от Вътрешна Монголия, тогава принадлежаща към Манджурия, попада под владение на марионетната държава Манджугуо през 1931 и това положение се запазва до края на Втората световна война през 1945.
През 1937 избухва война между Китай и Япония. На 8 декември 1937 монголският принц Дъ Уан обявява независимостта на Вътрешна Монголия (с изключение на тези части от нея, които влизат в Манджугуо) под името Мънкян, или Мънгугуо. Той подписва споразумения с Манджугуо и Япония чрез които Вътрешна Монголия също се превръща в марионетна държава на Японската империя. За нейна столица е обявен град Чан Пей. През август 1945　Мънкян бива окупиран от войски на СССР и Външна Монголия.
След края на Втората световна война, ККП с помощта на СССР си връща по-голямата част от Манджурия и през 1947 установява автономния регион Вътрешна Монголия, заемащ само най-източните части на днешна Вътрешна Монголия. Останалите са присъединявани постепенно впоследствие с увеличаването на контролираните от ККП територии. В крайна сметка, в автономния регион са включени всички области със значимо монголско население.

## География
Релефът на Вътрешна Монголия е доминиран от високи плата. В източната ѝ част се простира планината Голям Хинган, а в централните – планината Иншан. От северната страна на границата с Монголия се простира пустинята Гоби. Сред останалите пустини на територията на автономния регион са Му Ус и Хобч, южно от Големия завой на Жълтата река, и Бадаин Джаран на запад. Връх Хълан в планината Хълан е най-високата точка на Вътрешна Монголия с надморска височина от 3556 мерта.
Голяма част от източна Вътрешна Монголия е заета от водосборните басейни на реките Амур и Ляохъ. През централната ѝ част тече Жълтата река, която навлиза в автономния район от юг и минава край някои от главните градове като Баотоу и Хоххот преди отново да завие в южна посока. Останалата част от Вътрешна Монголия не е част от никой океански водосборен басейн.
Климатът, като цяло, е континентален, с дълги зими и резки колебания на температурите през пролетта и есента. През последните години основен проблем за Вътрешна Монголия е превръщането на големи територии в пустини.
Главни градове:
- Хоххот
- Баотоу
- Дзинин
- Ухай
- Чъфен
- Тунляо

## Население
| Най-голямата етническа група във Вътрешна Монголия са ханските китайци, съставляващи 80% от общото ѝ население. Те живеят главно по поречието на Жълтата река и в някои части на централна и източна Вътрешна Монголия. Вторият най-голям етнос са монголците, които са 17% от местното население. Много от тях, въпреки традиционно номадския им начин на живот, са се заселили в постоянни жилища след колективизацията на местната икономика по времето на Мао Дзедун. Интересно е да се отбележи че броят на монголците живеещи в китайската провинция Вътрешна Монголия е по-голям от този на живеещите в самата Монголия. Сред останалите етнически групи във Вътрешна Монголия са даури, евенки, ороцини, хуейци, манджури и корейци. \| Етнически състав (2000)[2] \| Етнически състав (2000)[2] \| Етнически състав (2000)[2] \| \| Етническа група \| Население \| Процент \| \| -------------------------- \| -------------------------- \| -------------------------- \| \| китайци \| 18 465 586 \| 79,17% \| \| монголци \| 3 995 349 \| 17,13% \| \| манджури \| 499 911 \| 2,14% \| \| хуейци \| 209 850 \| 0.900% \| \| даури \| 77 188 \| 0.331% \| \| евенки \| 26 201 \| 0.112% \| \| корейци \| 21 859 \| 0.094% \| \| руснаци \| 5020 \| 0.022% \| \| орочени \| 3573 \| 0.015% \| \| сибо \| 3023 \| 0,01% \| \| други \| 15 787 \| 0.085 % \| |            |         |
| Етнически състав (2000) |            |         |
| Етническа група | Население  | Процент |
| китайци | 18 465 586 | 79,17%  |
| монголци | 3 995 349  | 17,13%  |
| манджури | 499 911    | 2,14%   |
| хуейци | 209 850    | 0.900%  |
| даури | 77 188     | 0.331%  |
| евенки | 26 201     | 0.112%  |
| корейци | 21 859     | 0.094%  |
| руснаци | 5020       | 0.022%  |
| орочени | 3573       | 0.015%  |
| сибо | 3023       | 0,01%   |
| други | 15 787     | 0.085 % |

## Икономика
По речните долини във Вътрешна Монголия преобладават житните култури като пшеницата. В степите традиционен източник на препитание е отглеждането на домашни животни, главно овце и кози. В източната част, по склоновете на Голям Хинган, от относително голямо значение са горското стопанство и ловът.
На територията на Вътрешна Монголия има по-богати залежи на ниобий, цирконий и берилий, отколкото в която и да е друга провинция на Китай. Регионът е относително богат и на въглища.
Индустрията във Вътрешна Монголия е базирана основно въгледобива, електропроизводството, горското стопанство и др.

## Култура
Монголците във Вътрешна Монголия говорят монголски език. Даурите, евенките и ороцините говорят на техни собствени езици.
Ханските китайци от източните части говорят диалекти на мандаринския китайски, докато тези от централните говорят диалекти на дзин-ю.
Много традиционни монголски форми на изкуството са се запазили и до днес сред жителите на Вътрешна Монголия.